# Hillsboro (Illinois)
Hillsboro é uma cidade localizada no estado americano de Illinois, no Condado de Montgomery.

## Demografia
Segundo o censo americano de 2000, a sua população era de 4359 habitantes.
Em 2006, foi estimada uma população de 6267, um aumento de 1908 (43.8%).

## Geografia
De acordo com o United States Census Bureau tem uma área de
13,8 km², dos quais 9,3 km² cobertos por terra e 4,5 km² cobertos por água. Hillsboro localiza-se a aproximadamente 191 m acima do nível do mar.

## Localidades na vizinhança
O diagrama seguinte representa as localidades num raio de 12 km ao redor de Hillsboro.